# Anna Kalata

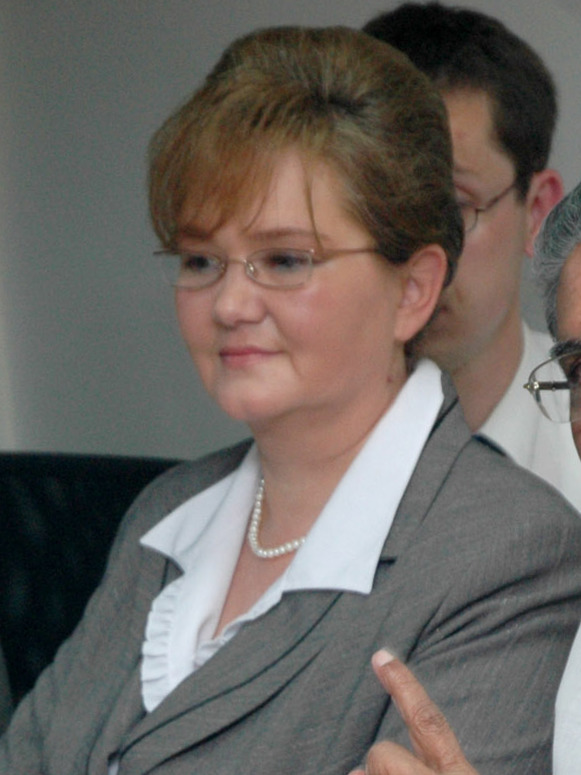
Anna Kalata bei einer Pressekonferenz in Neu-Delhi, 2007

Anna Kalata (* 10. Mai 1964 in Milanówek) ist eine polnische Politikerin, Unternehmerin und Ökonomin. Sie war von 2006 bis 2007 Ministerin für Arbeit und Sozialpolitik in den Regierungen Marcinkiewicz und Kaczyński. 
Nach ihrem Rückzug aus der aktiven Politik wurde sie durch ihre Geschäftstätigkeit mit Fokus auf Indien, ihre Teilnahme an der Fernsehshow Taniec z gwiazdami und ihre äußerliche Transformation bekannt.

## Leben

### Ausbildung und frühe berufliche Laufbahn
Anna Kalata wurde am 10. Mai 1964 in Milanówek geboren. Sie schloss 1993 ihr Studium an der Fakultät für Wirtschaftswissenschaften der Universität Warschau ab und absolvierte anschließend Doktoratsstudien am Wirtschafts- und Sozialkolleg der Warschauer Wirtschaftshochschule. Seit 1990 führte sie ein eigenes Unternehmen.

### Politische Laufbahn

#### Frühe politische Aktivitäten
1999 trat Kalata der SLD bei und wurde Beraterin der Parteiführung. 2002 wechselte sie zur Samoobrona RP und wurde Wirtschaftsexpertin der Partei.

#### Ministerin für Arbeit und Sozialpolitik
Nach der Bildung der Koalitionsregierung zwischen Recht und Gerechtigkeit (PiS), Samoobrona und der Liga Polnischer Familien wurde Kalata am 5. Mai 2006 zur Ministerin für Arbeit und Sozialpolitik ernannt. Sie bekleidete dieses Amt zunächst im Kabinett Marcinkiewicz und nach dessen Rücktritt im Kabinett Kaczyński.
In ihrer Amtszeit reiste Kalata vom 13. bis 15. Juni 2007 nach Indien, um ein Memorandum of Understanding zu unterzeichnen, das indische Arbeiter nach Polen bringen sollte. Angesichts des Arbeitskräftemangels in Polen, insbesondere im Bausektor vor der Fußball-Europameisterschaft 2012, sagte sie: „Es gibt schwerwiegende Diskrepanzen auf unserem Arbeitsmarkt“. Der Besuch war Teil der polnischen Bemühungen, Arbeitskräfte aus Indien zu rekrutieren.
Während ihrer Amtszeit war sie zugleich Vorsitzende der Dreigliedrigen Kommission für sozio-ökonomische Angelegenheiten und Mitglied der Kommission für Finanzaufsicht (KNF).
Kalata wurde am 13. August 2007 im Zusammenhang mit dem Zerfall der Regierungskoalition entlassen. Im September 2007 trat sie aus der Samoobrona aus und zog sich aus der aktiven Politik zurück.

### Kontroverse um PZU-Vergleich
1996 klagte Kalata gegen die Allgemeine Sozialversicherungsanstalt (PZU) auf Schadensersatz wegen eines Verkehrsunfalls von 1991, bei dem ihr Ehemann und zwei Kinder verletzt wurden. Der Rechtsstreit zog sich über Jahre hin.
Im Dezember 2006 stimmte sie als KNF-Mitglied für die Ernennung von Jaromir Netzel zum Vorstandsvorsitzenden der PZU, der diese Abstimmung mit nur einer Stimme (4:3) gewann. Kalatas Stimme war entscheidend. Wenige Monate später beschleunigte sich der seit Jahren anhängige Rechtsstreit plötzlich: Im Januar 2007 wurden die Akten an die PZU-Zentrale übertragen, und bereits am 3. April 2007 akzeptierte der PZU-Vorstand unter Netzel die Bedingungen eines Vergleichs. Am 5. April wurde die Einigung unterzeichnet, und im Juni 2007 zahlte PZU der Familie Kalata eine Entschädigung von 1,3 Millionen Złoty (einschließlich Zinsen und Verfahrenskosten).
Die Staatsanwaltschaft untersuchte den Fall wegen möglicher Interessenkonflikte, stellte das Verfahren jedoch ein.

### Leben nach der Politik
Nach ihrem Rückzug aus der Politik konzentrierte sich Kalata auf ihre Geschäftstätigkeit. Sie wurde später Präsidentin der Transasiatischen Handelskammer in Mumbai und lehrte an polnischen Hochschulen.
2010 nahm Kalata an der 12. Staffel der polnischen Fernsehshow Taniec z gwiazdami (der polnischen Version von Dancing with the Stars) teil. Ihre Teilnahme an der Show führte zu großer medialer Aufmerksamkeit, da sie sich einer deutlichen äußerlichen Veränderung unterzogen hatte – sie hatte etwa 20 Kilogramm abgenommen und ihr Aussehen grundlegend verändert. Die polnischen Medien feierten ihre Transformation vom „hässlichen Entlein zum schönen Schwan“.
Sie spielte auch in dem Bollywood-Film Cztery spotkania (Vier Begegnungen) mit und ist Autorin des Buches Prawdziwe zmiany – mój eliksir młodości (Echte Veränderungen – mein Jungbrunnen), das 2011 erschien.

#### Weitere politische Aktivitäten
2014 führte Kalata die regionale Liste der SLD-UP im Wahlkreis Masowien bei den Europawahlen an, errang jedoch kein Mandat.

## Privatleben
Kalata ist geschieden und hat zwei Kinder.

## Schriften
- Prawdziwe zmiany – mój eliksir młodości. (deutsch: Echte Veränderungen – mein Jungbrunnen.) Wydawnictwo Penelopa, Warschau 2011.